# 변윤철
변윤철(1986년 10월 7일 ~ )는 대한민국의 전 축구 선수로, 포지션은 공격수였다.